# Furi
Furi è un videogioco in stile shoot 'em up sviluppato e pubblicato dallo studio indie francese The Game Bakers per Microsoft Windows, Playstation 4, Xbox One e, successivamente, anche per Nintendo Switch. Oltre che per la Soundtrack, prodotta da nomi noti da tempo nel panorama della musica elettronica, il titolo divenne noto per l'insolita caratteristica di limitare il gameplay esclusivamente alle battaglie contro i boss.

## Trama
Furi presenta una trama criptica narrata, senza l'utilizzo di flashback, esclusivamente attraverso l'ambientazione e i vari dialoghi dei personaggi del gioco, lasciando la storia vera e propria all'interpretazione del giocatore.
Il videogioco si apre con un uomo, a cui gli altri personaggi si riferiscono chiamandolo semplicemente "lo straniero", destinato a essere torturato per l'eternità all'interno di una prigione tecnologicamente avanzata che si compone di dieci isole fluttuanti sopra l'atmosfera di un pianeta, disposte a mo' di torre e connesse fra loro attraverso dei portali. All'inizio del gioco, lo straniero (situato sull'isola più alta) viene liberato da una misteriosa figura con indosso una maschera da coniglio rosa e identificata come "la voce" che, dopo avergli fornito una katana e una pistola, lo incoraggia a "combattere per la sua libertà" e per raggiungere quello che si trova proprio sotto di loro: "un mondo libero, un posto di pace e di luce". L'enigmatico individuo spiega al protagonista che le isole sono completamente deserte e disabitate, fatta eccezione per un solo guardiano con l'unico compito di bloccare l'andata dello straniero. Fin dai primi momenti di gioco sarà chiaro che la vita dei guardiani rappresenta l'unica chiave in grado di aprire le porte della prigione e permettere al protagonista di proseguire. Inizia così una disperata scalinata verso il basso per raggiungere il pianeta sottostante.
Ogni battaglia (dunque ogni isola) viene chiamata con un nome che, in una sola parola, riassume le caratteriste di combattimento e caratteriali del guardiano che vi risiede e, ciascuna di esse, rappresenta un piccolo frammento della trama del gioco che, piano piano, diventa più chiara.

### La catena
Il primo guardiano, un uomo molto alto, all'apparenza simile ad un samurai, indossa tre hannya che cambiano a seconda del suo stile di combattimento. Per via del suo sadismo è stato riposto all'ultimo piano della "torre", in modo che potesse torturare in eterno il protagonista. Nei primi momenti del gioco viene udito mentre rinfaccia allo straniero di aver provacato "morte e dolore nel mondo" e che quello che gli sta accadendo sia solamente una punizione per tutto quello che ha causato. Prima di morire riesce ad attivare un allarme, avvisando gli altri guardiani dell'evasione.

### La cinghia
Una donna dal passato estremamente oscuro. Le informazioni sul suo conto provengono esclusivamente da alcuni enigmatici dialoghi che la voce ha con lo straniero. Egli afferma che questo guardiano "Impazzì mentre cercava disperatamente qualcosa" e che "per via della sua feroce natura, venne rinchiusa nella prigione". Dopo la sua morte, la voce ringrazia lo straniero per "averla liberata dal suo dolore" e che "era andato tutto male" lasciando intendere che la donna fosse stata utilizzata come cavia per alcuni esperimenti.

### La linea
Un uomo molto anziano che viene definito dalla voce come "un maestro del tempo". Una volta incontrato rivela allo straniero di aver previsto la sua fuga, senza essere però stato in grado di dire con precisione quando essa sarebbe avvenuta. È molto abile nel combattimento e possiede poteri telecinetici e cronocinetici. Prima di morire dice allo straniero di "guardare in cielo, perché lì si trovano tutte le risposte che cerca".

### La scaglia
Un essere umanoide con indosso una tuta sottomarina e una maschera di metallo. Sembra nutrire un forte odio nei confronti dello straniero, rinfacciandolo più volte di essere la causa di tutte le sue sofferenze e che finalmente avrà la possibilità di vendicarsi. È in grado di creare ologrammi e di respirare sott'acqua.

### La mano
Un nobile cavaliere responsabile, secondo quanto afferma la voce, della cattura dello straniero. È l'unico guardiano a non essere solo sulla sua isola, vivendo in una capanna con suo figlio. Prima della battaglia afferma che: "un guerriero non è mai più grande della causa per cui combatte", rinfacciando in continuazione al protagonista di non combattere per nessuna causa valida. Dopo la sua morte, la voce afferma che, per amore di un figlio, si fanno cose folli confessando di averne fatta una anche lui.

### La canzone
Una donna dalle fattezze angeliche. Secondo la voce, sotto la sua apparente bontà, si nasconde una persona perfida e maligna, interessata esclusivamente alla propria incolumità e disposta a rovinare la vita altrui per proteggere la propria; la voce stessa afferma di trovarsi nella prigione proprio per causa sua. Quando lo straniero la incontra, essa gli offre la possibilità di rimanere sulla sua isola, promettendogli di servirlo per sempre e di raccontargli le leggende del suo mondo. Lo straniero ignorerà la sua offerta e questo porterà allo scontro. Dopo aver sconfitto la canzone, il protagonista la ucciderà come gli altri guardiani mostrando però, questa volta, un po' di esitazione. In questa occasione la voce confessa allo straniero di essere egli stesso l'architetto che ha lavorato alla struttura della prigione, rimanendovi però imprigionato e costretto ad essere un guardiano. Inoltre, egli afferma che l'evasione dello straniero fa parte di un piano da lui stesso architettato per scappare dalla sua creazione e rivedere finalmente sua figlia.

### Lo scoppio
Un abile cecchino, ha deciso lei stessa di diventare un guardiano per puro divertimento. La sua isola è tecnologicamente molto avanza e pattugliata da orde di robot che lavorano al suo servizio.

### Il bordo
Un abilissimo guerriero che afferma di aver dedicato la sua intera vita ad allenarsi per affrontare un giorno lo straniero. Armato solo di una katana, è il guardiano più forte di tutta la prigione. Dopo la sua sconfitta la voce afferma che, da quel momento in poi, la loro strada verso la libertà sarà "in discesa".

### Il battito
Una giovanissima ragazza che vive tra le montagne. Secondo il racconto della voce fu lei ad insistere per diventare un guardiano, nonostante fosse evidente che non possedesse le abilità necessarie per ricoprire quel ruolo. Nonostante questo venne messa a guardia dell'ultima porta, rappresentando "l'unico vero ostacolo per fermare lo straniero". Dopo aver attivato, in vano, un enorme cannone nella speranza di uccidere il protagonista, la ragazza viene giustiziata come gli altri guardiani, pregando però il protagonista di stringergli la mano mentre, inerme, muore tra le sue braccia. Dopo questo evento l'obiettivo della prigione diventa chiaro: essa non era stata progettata esclusivamente per torturare lo straniero ma per essere un vero e proprio percorso che, in caso di evasione, avrebbe rappresentato l'ultimo disperato tentativo di far nascere un sentimento di compassione nel protagonista.
Dopo aver aperto anche l'ultima porta, lo straniero si ritrova in uno sconfinato giardino dove incontra di nuovo la voce, questa volta in compagnia di sua figlia, che gli confessa di non essere ancora sicuro di aver fatto la cosa giusta ma che, da questo momento in poi, le decisioni sul futuro spetteranno solo a lui. Il protagonista si avvicina a una torre all'interno della quale trova uno strano dispositivo simile ad una tuta che, una volta indossato, lo conduce all'interno di una nave spaziale poco distante dalla prigione. Un'IA lo saluta chiamandolo "Rider" e chiedendogli se avesse acquisito abbastanza dati per assimilare l'energia vitale del pianeta. In questo momento il giocatore deve scegliere se affettuare l'assimilizzazione oppure ribellarsi.
Se si sceglie la prima opzione l'astronave libererà centinaia di soldati dalle fattezze simili al protagonista che si dirigeranno verso il pianeta distruggendo tutto quello che si trova sul loro cammino, il tutto sotto gli occhi della voce e sua figlia che osservano spaventati la conquista del loro mondo.
Se si sceglie la seconda opzione partirà un'ultima battaglia contro l'IA e, una volta sconfitta, l'astronave esploderà e una stella cadente passerà vicino al pianeta, nel quale la pace continuerà al regnare grazie al sacrificio del protagonista.

## Gameplay
Furi è un gioco d'azione Shoot 'em Up con elementi Hack 'n' Slash, ciascuna boss fight è preceduta da una sezione cinematica in cui il giocatore dovrà muoversi attraverso un percorso prestabilito e in cui sarà raccontata, attraverso i dialoghi, la storia del gioco.
Nel 2022 è stato rilasciato il DLC Onnamusha che, oltre a dare la possibilità di giocare nei panni di una versione femminile del protagonista, permette anche di attivare alcune abilità da sfruttare prima del combattimento, andando ad influenzare il gameplay, rendendolo più dinamico.

## Musica
La musica di Furi è stata realizzata da svariati artisti già presenti da tempo nell'industria musicale.